# Paeonia tenuifolia
Espèce
Classification phylogénétique
Paeonia tenuifolia est une espèce de pivoine herbacée de 30 à 60 centimètres de haut, de la famille des Paeoniaceae, originaire d'Europe de l'Est.

## Description
C'est une plante herbacée vivace, mesurant de 30 à 60 centimètres de hauteur. Elle se différencie bien des autres pivoines par son feuillage touffu composé de nombreux folioles et lobes fins et allongés. Les fleurs mesurent 6 à 8 centimètres de diamètre, elles semblent flotter sur les touffes de feuillages. Elles sont d'un rouge cramoisi intense, iridescent et très lumineux, avec de nombreuses étamines jaunes au centre.

## Distribution
Elle habite essentiellement la steppe pontique en Ukraine, en Crimée, dans une vaste partie du sud-est de la Russie d'Europe, et jusque dans le nord-ouest du Kazakhstan. Elle est également présente dans les Balkans, en Roumanie, Bulgarie et ex-Yougoslavie, mais aussi dans le Caucase.

## Habitat et écologie
Cette pivoine est très caractéristique de la steppe où elle peut parfois couvrir entièrement de vastes espaces. Dans les Balkans elle habite les prairies ouvertes et les pelouses calcaires. De toutes les espèces de pivoines, elle est l'une de celles qui fleurissent le plus tôt au printemps, car dans son habitat le sol est encore humide au printemps, avant la saison chaude qui caractérise les régions de steppe, durant laquelle les sols seront plus secs. 

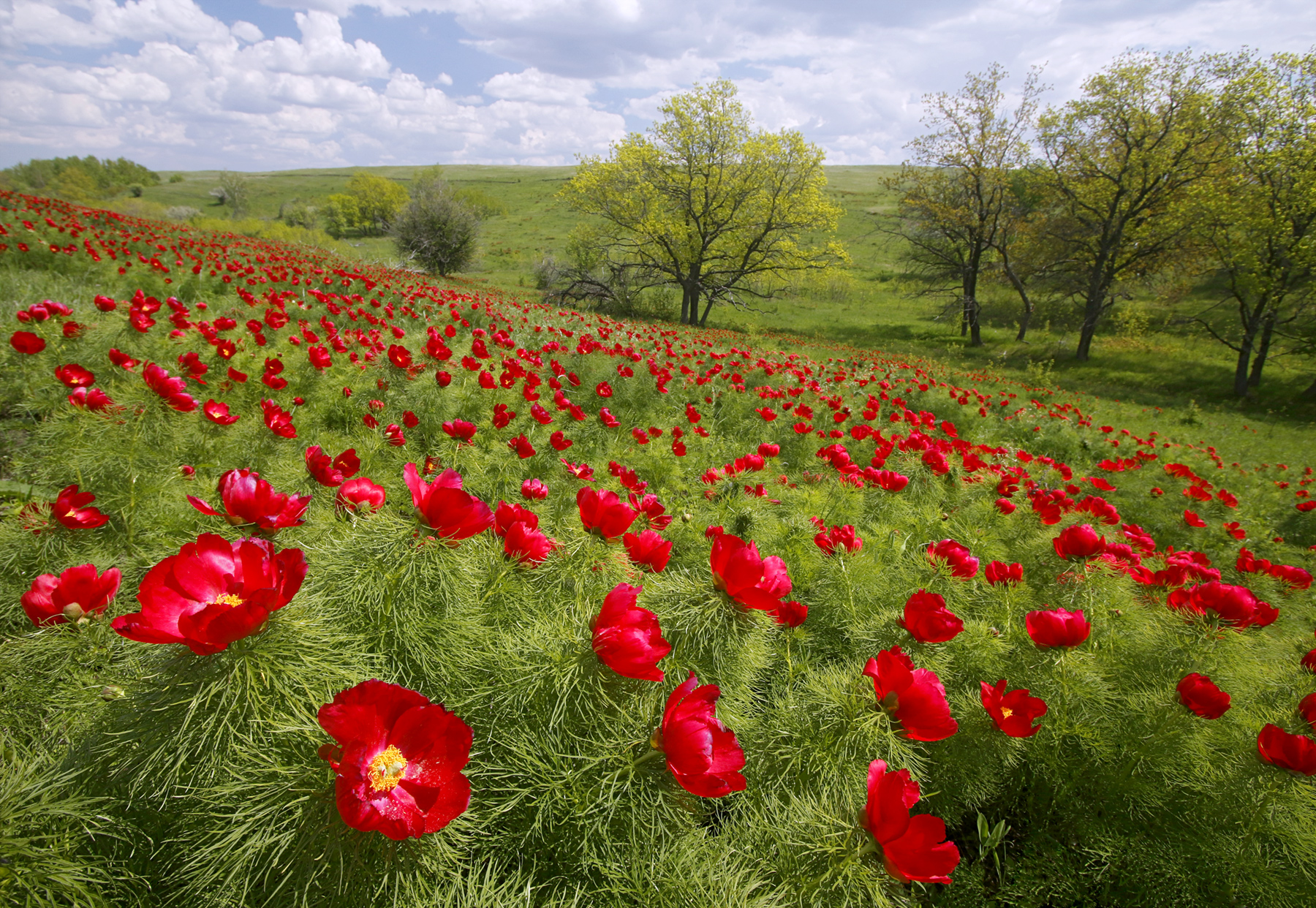
Dans une aire protégée de steppe de la région de Volgograd, Russie.
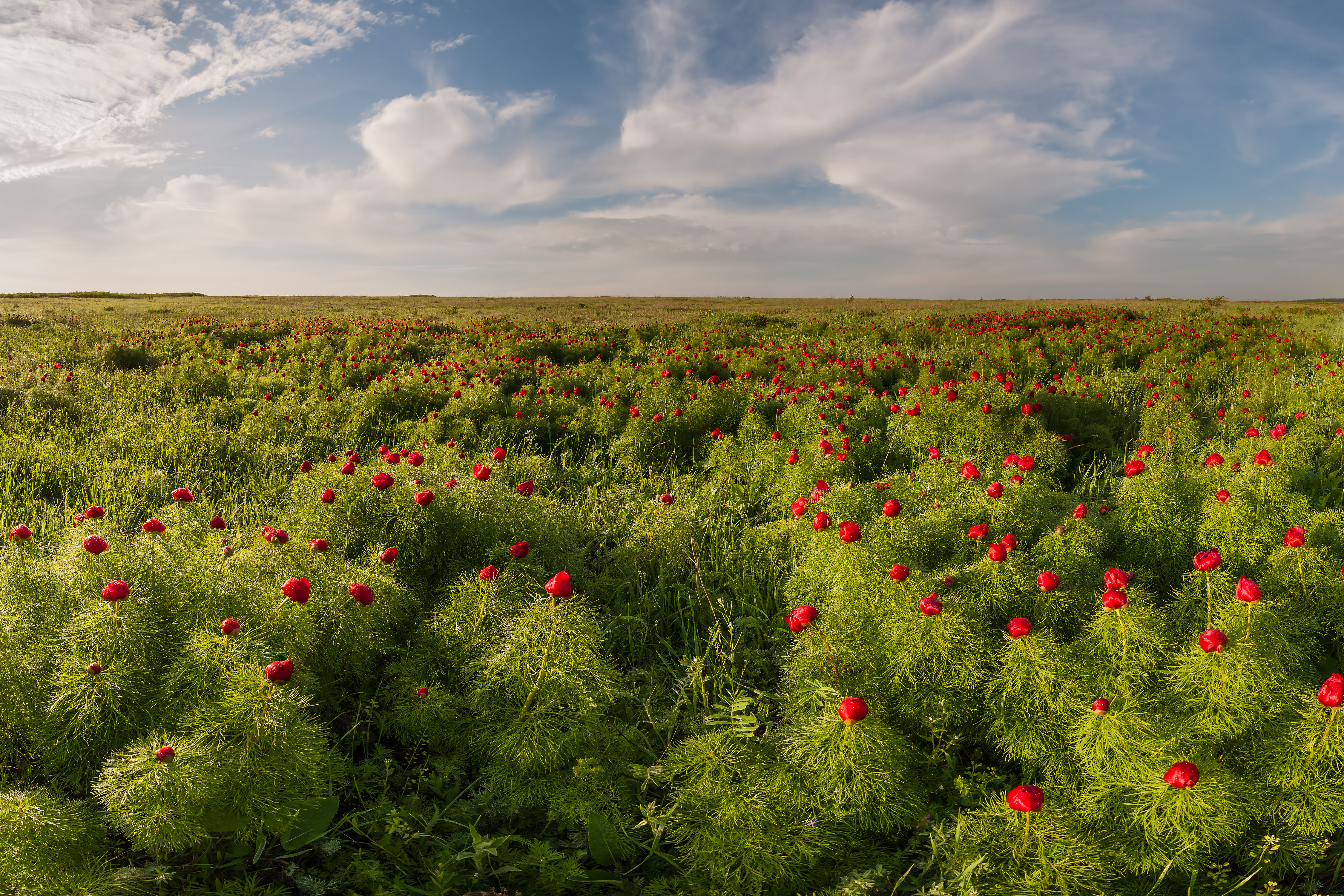
Fleurs fermées, dans une aire protégée de la steppe ukrainienne.

## Variétés horticoles
Elle est connue comme plante ornementale en Europe de l'Ouest depuis au moins le XVIe siècle. Plusieurs variétés horticoles ont été développées, à fleurs doubles ou à fleurs roses notamment.